# Pot Alpe Adria
Pot Alpe Adria, uradno Alpe Adria Trail je pohodniška pot na dolge razdalje, dolga 750 km, od vznožja Velikega Kleka na Koroškem (Avstrija) preko Kranjske Gore (Slovenija) do Jadranskega morja pri Miljah v Tržaškem zalivu v Italiji.

## Zgodovina
Pohodniška pot je bila razvita in izvedena v sodelovanju treh partnerjev iz Avstrije (Kärnten Werbung), Slovenije (Slovenska turistična organizacija) in Italije (Turistična organizacija Furlanija - Julijska krajina) in v letu 2012 označena tudi na terenu. Planinske organizacije treh sodelujočih držav Avstrijsko alpinistično društvo (ÖAV, Österreichischer Alpenverein), Planinska zveza Slovenije (PZS) in Italijanski alpinistični klub (CAI, Club Alpino Italiano) so odgovorne za označevanje in vzdrževanje poti v posameznih državah. Pot je označena po obstoječih planinskih in pohodniških poteh na obmejnem območju med Avstrijo, Slovenijo in Italijo. Nova pot se oglašuje s sloganom »Pohodništvo po rajskem vrtu« in je trajno označena s posebnim simbolom. Na pohodu od ledenikov Visokih Tur, vzdolž jezer, potokov vse do obale Jadranskega morja se spoznava kulturno raznolikost treh različnih dežel, ki jih povezuje dolga skupna zgodovina.

## Potek
Pot Alpe Adria Trail ni bila zasnovana kot športna pot, ampak predvsem kot kulturna pot. 43 etap je približno 17 km dolgih in se jih lahko prehodi v okoli 6 urah. Mnoge vodijo od kraja do kraja po zgodovinskih poteh v nealpskem območju. Ob koncu vsake etape je mogoče najti več počivališč in prenočišč.

### Avstrija
Prvih 21 etap se začne na Kaiser-Franz-Josefs-Höhe pod Velikim Klekom, poteka skozi Heiligenblut, Dölach proti Mallnitzu, dalje proti Špitalu, obide Milštatsko jezero, Bad Kleinkirchheim, preko Krških Alp do Osoj, Baškega jezera (Faaker See) in se konča na Baumgartner Höhe, kjer na prelazu Jepca pod Kepo prečka mejo s Slovenijo. Pot prečka narodni park Visoke Ture in Nockberge ter vodi mimo nekaj koroških jezer (Milštatsko jezero, Osojsko jezero in Vrbsko jezero).

### Slovenija
Naslednjih 6 etap vodi skozi Slovenijo. Iz prelaza Jepca preko Maloškega in Trupejevega poldneva na Srednji vrh in v Kranjsko Goro, kjer vstopi v Triglavski narodni park v Julijskih Alpah. Preko Vršiča v Trento in po dolini Soče mimo Bovca, Žage v Drežnico in pod Krnom v Tolmin in se nadaljuje po starih vojaških poteh na sedlo Solarji, kjer prečka mejo z Italijo.
- Izvir Soče (24 Etapa)
- Blizu Trente
- Del poti po cesti št. 206
- Sočo se večkrat prečka
- Pogled na gore

### Italija
Zadnje etape poti Alpe Adria Trail potekajo predvsem preko Italije, s kratkimi izleti v Slovenijo. Od sedla Solarji skozi vasi do Gorenjega Tribilja (Tribil di Sopra), preko Kuka (monte Cuc), Sv. Ivana (Monte San Giovanni), Sv. Miklavža (Monte San Nicolo), pod Planjavo (Monte Plagnava) do Selc (Cladrecis) v dolino Idrije, kjer se na opuščenem mejnem prehodu Golo Brdo razcepi z enim krakom v Slovenijo v Goriška Brda in se vrne v Italijo pri prehodu Plešivo, italijanski krak pa se nadaljuje in prečka vinorodno območje Collia, po dolini reke Idrije, po obronkih Krminske gore proti Števerjanu v Gorico, kjer prečka reko Sočo in se nadaljuje preko Sovodenj ob Soči, Doberdobskega krasa, mimo Doberdoba proti Devinu, ob Jadranski obali do Proseka, se dvigne nad Trst/Trieste, ki ga obide, ponovno prečka mejo s Slovenijo, da se ustavi v Lipici in se skozi dolino Glinščice in Doline spusti proti Miljam.

### Varianta Krožna pot treh dežel
V sedmih dnevnih etapah poteka od Baškega jezera na Koroškem preko Trbiža v Italiji in mimo Planice v Sloveniji nazaj v Avstrijo.